# Kościół Najświętszego Ciała i Krwi Chrystusa w Dąbrowie Górniczej
Kościół Najświętszego Ciała i Krwi Chrystusa w Dąbrowie Górniczej - znajduje się w Dąbrowie Górniczej przy ulicy Żeromskiego.

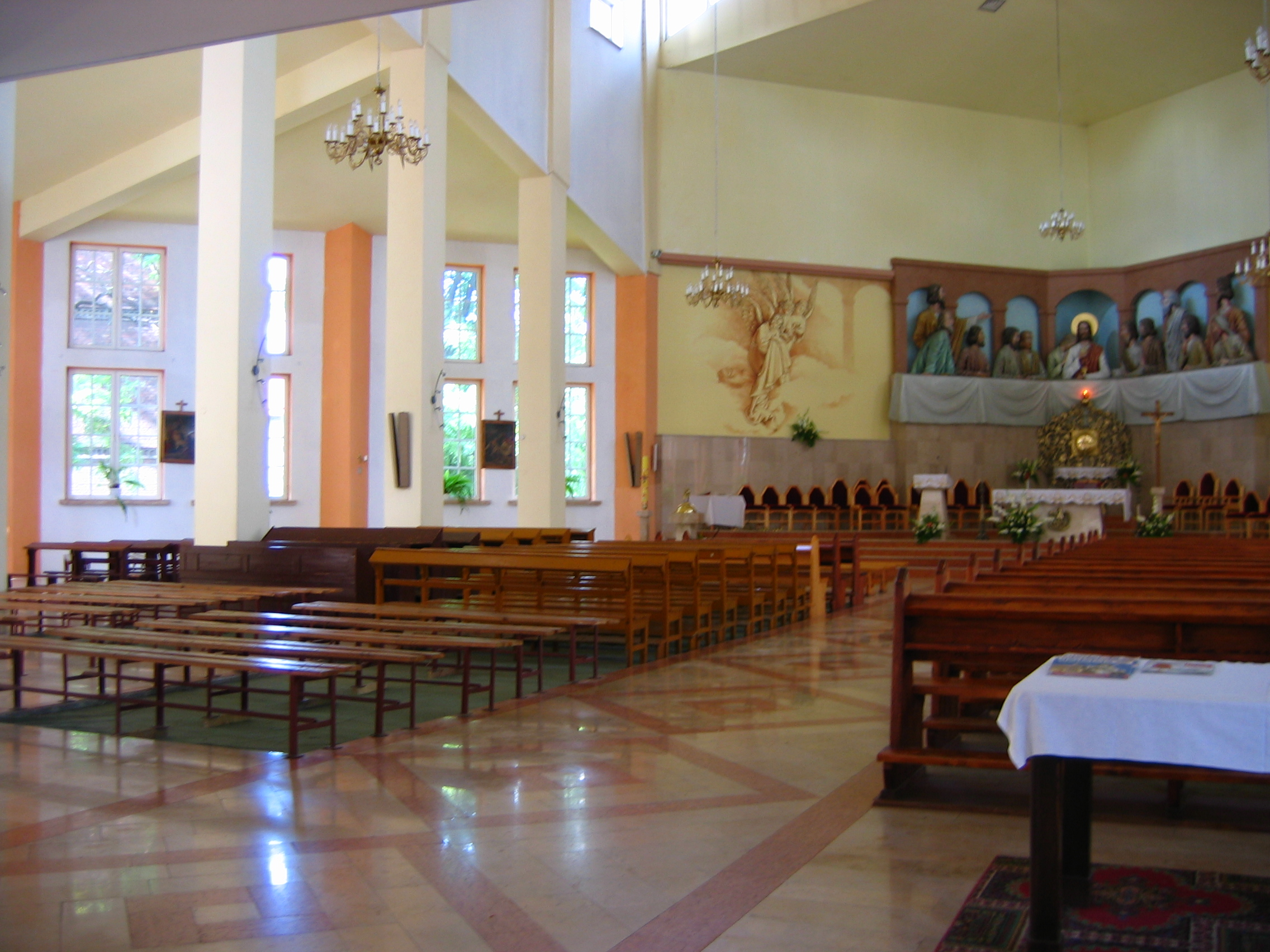
Wnętrze

## Historia
Obecną lokalizację świątyni ustalono w 1991 roku. Przyznany przez władze teren ogrodzono i wykonano pierwsze wykopy pod budowlę. Księża mieszkali w tym czasie w blokach. Duszpasterstwo łączono z pracami budowlanymi.
Projekt kościoła wykonał architekt Zygmunt Fagas, projektant całego osiedla Mydlice. Projekt konstrukcyjny jest autorstwa Krystiana Blaszczuka, ołtarz główny wykonał Jan Funek. 
18 września 2005 roku kościół konsekrował bp Adam Śmigielski. 